# Angela de Foligno
Angela de Foligno (n. 1248 – d. 4 ianuarie 1309) a fost o călugăriță catolică și o scriitoare mistică creștină. Născută în orașul Foligno din provincia Umbria, Italia, ea a intrat în ordinul terțiar al Sfântului Francisc în 1291 dăruind întreaga ei avere oamenilor nevoiași. Și-a dedicat restul vieții operelor de binefacere, ajutând pe cei bolnavi, în special pe leproși. A creat în jurul ei o comunitate de credincioase, care o ajutau în activitatea ei.
Angela de Foligno este cunoscută pentru lucrările Memoriale și Instructiones în care își descrie conversiunea spirituală și își expune principiile. În aceste lucrări, ea descrie cu prioritate procesul de transformare a iubirii lumești în iubirea pentru Dumnezeu, proces pe care l-a numit „transformatio amoris”. În învățămintele ei ea prezintă o interpretare mistică a patimilor lui Iisus Hristos, a tainei eucharistiei și pune bazele cultului sfintei inimi a lui Isus, dezvoltat ulterior de biserica catolică. A fost beatificată în 1693 de papa Inocențiu al XII-lea.
Angela de Foligno este venerată în mod deosebit de ordinul franciscan. Cultul ei a luat din nou amploare cu prilejul sărbătoririi a 700 de ani de la conversiunea și moartea ei. Un moment important al acestei reconsiderări îl constituie Vinerea Mare din 1983, când Papa Ioan Paul al II-lea a citit pasaje din lucrările Fericitei Angela da Foligno, care prezentau viziunea ei referitoare la patimile lui Hristos. În anii următori s-au organizat mai multe congrese și întruniri pentru discutarea învățămintelor ei și au fost publicate în diferite limbi ediții critice ale lucrărilor ei.

## Elemente biografice

### Tinerețea
Angela s-a născut într-o familie înstărită din orașul Foligno, provincia Umbria, Italia. Orașul este situat la aproximativ 15 km. de Assisi.
Perioada în care s-a născut era cea a războiului dintre Papalitate și Sfântul Imperiu Roman. Orașul Foligno se declarase de partea împăratului Frederic al II-lea iar populația avea în cea mai mare parte o atitudine antipapală. Deși în timpul interregnului dintre moartea lui Frederic al II-lea în 1250 și alegerea ca împărat a lui Rudolf I de Habsburg în 1273 influența imperiului scăzuse în Umbria, totuși opoziția față de puterea papală s-a menținut. Este probabil că familia Angelei se asociase cu mișcarea Ghibelinilor, deoarece ea a afirmat, mai târziu, că întâmpinase o puternică împotrivire a mamei sale în momentul conversiunii. Deși epoca în care a trăit se mai încadrează în cea a Cruciadelor, în Italia începea deja să se afirme un spirit pre-renascentist, care considera că omul era elementul principal în societate, ceea ce implica o îndepărtare de credința medievală. În aceste condiții, activitatea Angelei de Foligno este cu atât mai remarcabilă.

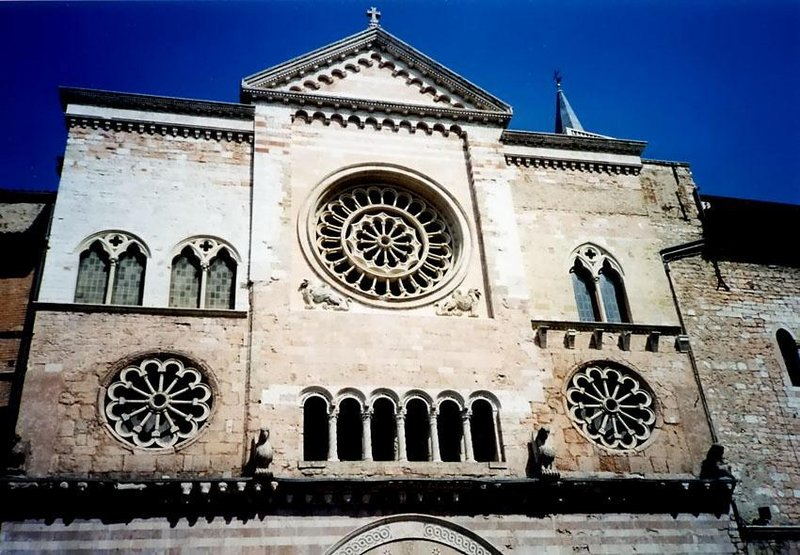
Catedrala San Feliciano din Foligno unde Fericita Angela a ascultat predica Fratelui Arnaldo

Angela s-a măritat foarte tânără și a avut mai mulți copii. Conform tradiției, ea ar fi dus o viață depravată, având numeroase legături extra-maritale și comițând diferite sacrilegii. In jurul anului 1285, au murit în cursul unui singur an mama, soțul și fii Angelei. Angela atinsese vârsta de 38 de ani și începuse să simtă remușcări pentru păcatele ei de tinerețe. Ea încercă să găsească o ușurare, îndreptându-se spre Dumnezeu. Dar, neavând puterea să-și mărturisească păcatele cele mai grele, își dădea seama că împărtășaniile ei erau sacrilege, ceea ce îi agrava conflictul din suflet. Ajunsese să se considere blestemată și condamnată pentru veșnicie la chinurile iadului. Într-o zi, când era tulburată de remușcări de conștiință, se rugă la Sfântul Francisc de Assisi, cerându-i să o elibereze din suferință. Sfântul Francisc, care murise cu aproximativ 60 de ani în urmă, era cunoscut în Foligno. Populația își mai amintea că el își vânduse calul si materialele din magazinul tatălui său în fața catedralei din oraș, cheltuind venitul obținut pentru reconstruirea bisericii sfântului Damian. După rugăciunile de pocăință ale Angelei, Sfântul Francisc i-a apărut în vis și i-a promis că o va ajuta să se mântuiască. La puțin timp după aceea, Angela a intrat în catedrala Sfântul Felician în timpul predicii capelanului episcopului din localitate, un călugăr Franciscan identificat în cronici drept Fra Arnaldo. După cercetări mai recente, numele real al acestuia ar fi Fra Berardo Arnolti . Angela se simți atât de mișcată de predică, încât, la sfârșitul predicii, se așeză în fața confesionalului și reuși să facă o spovedanie completă a tuturor păcatelor din viața ei, după care s-a simțit ușurată de greutatea care îi apăsa sufletul. După aceea, Fratele Arnaldo a devenit confesorul și îndrumătorul ei spiritual.

### Conversiunea
Rămasă văduvă și fără copii, ea a vrut să-și doneze întreaga avere săracilor, dar atât familia ei cât și îndrumătorii ei Franciscani au sfătuit-o să mai aștepte.
După cinci ani, Angela a făcut un pelerinaj la Roma. Apoi, în 1291 a plecat în pelerinaj la Assisi, cu scopul de a-l ruga pe Sfântul Francisc să o ajute să respecte regulile Franciscanilor și să o învețe să trăiască în sărăcie. Ea a avut o primă viziune în mica biserică a Sfintei Treimi, așezată la intersecția drumurilor spre Perugia și spre Assisi. Apoi, după ce s-a recules la mormântul Sfântului Francisc din subsolul bazilicii din Assisi, ea s-a întors în nava centrală unde a căzut în transă văzând vitraliul de la intrare, în care era reprezentat Sfântul Francisc ținând la piept imaginea lui Isus Christos.
Din cauza strigătelor ei, Fratele Arnoldo a fost nevoit să o expulzeze din biserică. De asemenea el a cerut autorităților ecleziastice superioare să se pronunțe dacă exaltarea ei era rezultatul unei inspirații divine sau o operă a diavolului.
Întoarsă la Foligno, Angela s-a hotărât să trăiască în sărăcie, în conformitate cu învățătura Sfântului Francisc. De data aceasta și-a vândut pământurile și casele, a renunțat la îmbrăcămintea de lux și la bijuterii. A renunțat și la conacul ei, „Casaleum”, cea mai frumoasă proprietate a ei, situată în vecinătatea orașului.

### Intrarea în Ordinul terțiar al Sfântului Francisc
Fratele Arnolo a îndemnat-o pe Angela să intre în Ordinul terțiar al Sfântului Francisc, numit și Ordinul penitenților (Ordo Poenitentium). Tendința spre un mod de viață penitent era o caracteristică a evului mediu și fusese susținută în secolele anterioare în reformele vieții monastice efectuate de Sfântul Romuald (d. 1027), Petru Damiani (d. 1072), Ioan Gualbert (d. 1073) și, în special, de sfântul Bernard de Clairvaux (1091-1153), cu prilejul reformei de la Cluny. În secolul al XIII-lea fuseseră înființate și alte ordine religioase penitente, printre care cel al călugărilor Umiliati al căror Propositum vitae (Principiu de viață al congregației) fusese aprobat de papa Inocențiu al III-lea în 1201 și cele al călugărilor Poveri Cattolici și Poveri Lombardi, ale căror „Proposita” fuseseră aprobate de același papă în 1208 respectiv 1210. Aceste mișcări erau limitate însă la viața monastică.
Mișcarea franciscană are diferite ordine înființate de Sfântul Francisc de Assisi. Primul ordin este cel al călugărilor franciscani, al doilea ordin este cel al călugărițelor contemplative iar al treilea ordin este accesibil atât bărbaților și femeilor care se călugăresc (al treilea ordin regulat) cât și mirenilor (ordinul franciscan laic). Înființarea ordinului terțiar reprezenta o inițiativă personală a Sfântului Francisc care încerca să grupeze într-o structură organizată viața evanghelică a diferitelor grupuri de penitenți care erau persoane laice și nu duceau o viață monastică. Toate cele trei ordine au luat ființă practic simultan și ele dovedesc înțelegerea pe care Sfântul Francisc o avea cu privire la cerințele vremurilor în care trăia.

Statuia Angelei de Foligno pe Catedrala San Feliciano din orașul Foligno, Umbria, Italia

Regulile Ordinului Terțiar al Sfântului Francisc au fost scrise în 1221 de Cardinalul Ugolino în lucrarea „Memoriale Propositi” și aprobate oral de papa Honorius al III-lea. Regulile respective sunt prezentate ca o descriere a regulilor care trebuie urmate de frații și surorile penitente care nu duc o viață monahală și trăiesc în casele lor. Patronii Ordinului terțiar au devenit sfânta Elisabeta de Ungaria (1207-1234) – canonizată de papa Grigore al IX-lea în 1235 – și sfântul Ludovic al IX-lea, regele Franței (1215 – 1270) – canonizat de papa Bonifaciu al VIII-lea în 1297.
Ca penitentă, Angela și-a câștigat notorietate în urma serviciilor de caritate pentru bolnavii din orașul ei, în special pentru leproși. În timp, ea a strâns în jurul ei un număr de membri ai ordinului terțiar, care încercau să facă pași spre mântuire. Mai târziu, a înființat la Foligno o comunitate de credincioase, care respectau, pe lângă cerințele ordinului terțiar, și obligațiile de sărăcie, castitate și supunere; fiind scutite de necesitatea de a duce o viață monahală, ele își puteau dedica mai mult timp operelor de caritate.

## Scrierile Angelei de Foligno

### Memoriale
Deoarece Angela știa să citească dar nu putea să scrie, ea i-a dictat Fratelui Arnoldo povestea conversiunii sale. În 1291 sau 1292 a început să-i vorbească Fratelui Arnaldo despre viziunile ei. După o perioadă inițială de scepticism, el s-a convins și a început să scrie volumul cunoscut sub denumirea de „Memoriale”, care descrie drumul mistic parcurs de Fericita Angela în străduința ei de a-l atinge pe Dumnezeu. Unii cercetători consideră că au existat două versiuni ale acestei cărți, cea mai completă fiind scrisă în limba latină, după ce o versiune mai succintă fusese aprobată de Cardinalul Giacomo Colonna. În consecință, manuscrisele în limba vernaculară nu ar fi decât traduceri din originalul în limba latină. După alți cercetători, este mai probabil ca scribul să fi notat cuvintele Angelei în limba vernaculară și apoi, după ce ea s-a declarat de acord cu textul, să le fi tradus în latină. În 1298 „Memorialul” era terminat și începuse să circule în Umbria.
Este important de înțeles că, în această lucrare, apar două persoane distincte: autoarea care a experimentat revelația mistică a adevărului divin, dar care nu are accesul direct la cuvântul scris, și mediatorul care a acceptat să aștearnă experiență ei pe hârtie. În lucrare apar numeroase momente în care este redat dialogul între aceste persoane, memorialul nefiind doar o lucrare scrisă după dictare: Fra Arnoldo „întreabă”, „întrerupe”, „sintetizează”, „omite” iar Angela de Foligno „răspunde”, „explică”, „elucidează”.
Studii recente au căutat să definească rolul de mediator al Fratelui Arnaldo. Deși el insistă că textul își are originea din cuvintele Fericitei Angela și că nu a adăugat nimic care să amelioreze sau să distorsioneze relatarea ei, el juca practic rolul care în prezent i-ar reveni unui editor. Din discuțiile din cadrul volumului rezultă că Fratele Arnoldo avea uneori dificultăți în a înțelege ceea ce i se spunea. Angela însăși admitea că avea dificultăți în a găsi un limbaj care să reflecte corect tulburarea pe care o resimțea în suflet și se plângea că nu poate găsi un mod adecuat de exprimare a adevărului care îi venea de la Dumnezeu: 
„Nu există niciun sfânt care să-mi poate spune ceva despre această pasiune, a cărei descriere nu am auzit-o niciodată, dar pe care sufletul meu a văzut-o și care este atât de mare încât nu găsesc cuvinte pentru a o exprima?” 

Francesco Mancini (1679-1758) - Angela of Foligno primită de ceilalți sfinți - Frescă în catedrala San Feliciano din Foligno

Imposibilitatea Fericitei Angela de a găsi cuvinte care să transmită imaginea puternică a unei revelații poate fi considerată o confirmare a teoriei lui Pseudo-Dionisie Areopagitul, care respinge poasibilitatea găsirii oricărui limbaj inteligibil atunci când este vorba despre unirea cu Dumnezeu.
În lucrări anterioare care prezentau elemente biografice ale unor femei sfinte, cum este de exemplu Passio Sanctarum Perpetuae et Felicitatis, o relatare a martiriului Sfintei Perpetua, nu există acest element de mediere. Scribul scrie doar o scurtă introducere a temei hagiografice, după care urmează textul care este atribuit în întregime Sfintei Perpetua, fără intervenții din partea scribului.
Elementul nou în „Memoriale” este faptul că scribul intervine în discuție participând la elaborarea textului, discutând îndoielile sale cu privire la relatarea Angelei. Au existat și alte lucrări privitoare la experiențe mistice din aceeași perioadă în care relatarea unor experiențe mistice a fost scrisă după dictare de călugări. Cea mai remarcabilă dintre acestea este biografia spirituală Das fließende Licht der Gottheit (Lumina curgătoare a divinității) dictată de Mechthild de Magdeburg călugărului Dominican Henric de Halle. Se pare că imaginile despre infern din această lucrare l-ar fi influențat pe Dante Alighieri, și chiar că personajul Matelda din Divina Comedie o reprezintă, de fapt, pe Mechtild. Acestea dovedesc că relatarea unor revelații prin dictare erau un gen apreciat spre sfârșitul evului mediu.
Totuși, acest gen a fost abandonat la scurt timp după sfârșitul secolului al XIII-lea. Astfel, Ecaterina de Siena (1347 – 1380) și-a descris singură viziunile sub forma unor epistole, structură preluată de la Apostolul Pavel 

### Instructiones
După terminarea volumului Memoriale, Angela pare să fi trăit în Foligno. Influența ei crescuse, în special în rândurile călugărilor Franciscani care se străduiau se reformeze ordinul, considerând că acesta decăzuse după moartea sfântului Francisc. Acestor călugări ea le-a adresat scrisori, consemnate tot prin dictare, unele scurte note de încurajare, altele discuții ample despre viața spirituală. După moarte, aceste scrisori au fost reunite în volumul cunoscut în prezent drept Instructiones.
În prezent, cele 9 capitole ale volumului Memoriale și cele 36 de secțiuni din Instructiones sunt de cele mai multe ori publicate împreună sub titlul Il Libro della Beata Angela da Foligno. Partea fascinată a acestui volum o constituie diferența de ton în cele două lucrări: 
- în Memorial, Angela dovedește că are în permanență nevoie să simtă prezența lui Dumnezeu și că nu este totdeauna sigură că poate răspunde cu claritate întrebărilor puse de Fratele Arnaldo;
- în Instructiones, Angela se arată sigură pe ea-însăși și este încredințată că își poate îndruma fiii [12]

Sarcofagul Fericitei Angela de Foligno din catedrala din Foligno

### Moartea Angelei de Foligno
Angela de Foligno nu era o femeie foarte sănătoasă. La sfârșitul memorialului său, Fra Arnaldo menționează:
„Ea era aproape totdeauna bolnavă și mănâncă foarte puțin. Totuși era plină de energie, deși membrele ei erau umflate și o dureau. Se mișca, umbla și chiar se așeza cu mare durere, dar nu dădea importanță durerilor și infirmităților sale.”
La sfârșitul lunii septembrie 1308, Angela a fost nevoită să stea în pat, fiind îngrijită de copiii ei spirituali din Foligno, După puțin timp l-a chemat pe călugărul care luase locul fratelui Arnoldo și i-a dictat ultima ei scrisoare.
Angela a murit, în somn, la 4 ianuarie 1309, fiind înconjurată de credincioși din congregația pe care o înființase. A fost înmormântată la Foligno, în biserica Sfântului Francisc, îngrijită de ordinul Fraților Minori Conventuali, unde mormântul ei se găsește și în prezent. Pe sarcofagul ei este înscrisă și caracterizarea „Theologorum magistra” („Învățătoarea teologilor”). Această caracterizare nu a fost făcută în timpul vieții Fericitei Angelei ci cu mulți ani după moartea ei, inscripția fiind probabil mai târzie. În ianuarie 2003 numele bisericii a fost schimbat în „Santuario della Beata Angela da Foligno” (“Sanctuarul Fericitei Angela de Foligno”).
Datele biografice despre Angela de Foligno nu se bazează exclusiv pe volumul de învățături. Există diferite documente care atestă fapte din viața ei, multe dintre ele fiind menționate în lucrarea „Arbor vitae crucifixae Jesu Christi” a călugărului franciscan Ubertino da Casale (1259 – 1330) . Personalitatea acestuia este menționată atât de Dante Alighieri în Divina Comedie cât și de Umberto Eco în romanul său „Il nome de la rosa” („Numele trandafirului”).
Mulți credincioși îi atribuie Fericitei Angela miracole care ar fi avut loc la mormântul ei. De asemenea, după moartea ei au apărut o serie de legende, printre care că ar fi fost împărtășită de un înger, că ar fi trăit o perioadă îndelungată având drept unică hrană împărtășania și altele. Aceste legende nu au nicio fundamentare, însă arată că interesul populației pentru personalitatea Angelei de Foligno s-a păstrat pentru multă vreme.
Papa Inocențiu al XII-lea a beatificat-o pe Angela de Foligno în 1693. În prezent este considerată patroană a persoanelor care mor în copilărie, a persoanelor luate în derâdere pentru pietatea lor, a persoanelor ispitite și a văduvelor.
Ordinul Franciscan o celebrează în ziua de 30 martie.
La 30 aprilie 1707 papa Clement al XI-lea a aprobat comemorarea ei de către biserica catolică în ziua de 4 ianuarie. Pe lângă aceasta, ordinul Franciscan o celebrează în ziua de 30 martie.

## Învățăturile Angelei da Foligno

### Itinerarul spiritual
Itinerariul spiritual al Angelei a fost descris în Memorialul pe care le-a dictat lui Fra Arnaldo. Angela a numărat 30 de trepte pe care le-a parcurs (număr redus mai târziu la 26 de trepte în scrierile lui Fra Arnaldo). Acest itinerar descrie transformarea dragostei profane pentru lucrurile lumești într-o dragoste mistică pentru Dumnezeu, proces numit de ea transformatio amoris (transformarea dragostei).
„Caracteristica iubirii este că ea confiscă...este o transformatio amoris, trăirea și identificarea cu ceea ce se află în afară de tine”.
Tema a fost reluată de mai multe ori în Instructiones. Pentru Fericita Angela, dragostea este o forță dinamică a transformării, care este auto-suficientă, așa cum era pentru Sfântul Bernard de Clairvaux care, în lucrarea sa „De Diligendo Deo” afirma că motivul de a-L iubi pe Dumnezeu este Dumnezeu însuși. Ideea dragostei ca o „uniune mistică”, care „leagă” este explicit menționată în tratatul despre dragoste al teologului mistic francez Richard de Saint-Victor (d. 1173), stareț al abației Augustiniene Saint-Victor din Paris, care definește forța unificatoare a dragostei „caritas ligans.” Teoriile lui erau foarte apreciate în perioada evului mediu, astfel încât Dante Alighieri îi menționează prezenta în Paradis, în compania altor teologi.
Angela de Foligno dezvoltă însă tema și definește diferitele faze ale acestei iubiri și modul de transformare a sentimentului. În analiza tezelor ei trebuie ținut seama de faptul că, modul în care ea percepea iubirea era puternic înrădăcinată în tradiția Franciscană și ca atare era centrat pe simbolul crucii, ca moment culminant al patimilor lui Isus Christos. În momentul în care Fericita Angela s-a distanțat de familia ei și de bunurile pământești, ea se convinsese de existența unei echivalențe între „cruce” și „dragoste”.
În descrierea Fericitei Angela, bazată pe propria experiență, procesul de transformatio amoris cuprinde trei transformări: 
- în prima transformare, sufletul se străduiește să-L imite pe Isus Christos; Prima transformare, cunoscută sub denumirea de partea ascetică, acoperă intervalul dintre conversiunea ei în 1285 și pelerinajul ei la Assisi în 1291. Transformarea începe cu conștientizarea păcatului și cu remușcările care rezultă din această conștientizare. În timp, se ajunge la cunoașterea bunătății lui Dumnezeu și la dorința de a-L mulțumi prin ducerea unei vieți lipsite de păcate.
- în a doua transformare, sufletul își găsește consolare în prezența lui Dumnezeu. A doua transformare, care cuprinde cinci trepte suplimentare, acoperă perioada 1291 – 1294. Această transformare are loc în momentul în care sufletul este unit cu Dumnezeu și devine capabil să înțeleagă dragostea care vine de la Dumnezeu. Aceasta duce la primul nivel de viață mistică: dorința intensă a sufletului de a se transforma până în momentul în care atinge o armonie interioară. Transformarea mistică în divinitate este un dar al lui Dumnezeu, cel mai sublim dar pe care sufletul poată să-l primească. Pentru ca transformarea să poată avea lor, este necesar ca sufletul să se pregătească, print-o umilință totală, pentru primirea acestui dar.[10]
- în a treia transformare, cea mai perfectă dintre ele, se produce unirea mistică în cadrul căreia sufletul este transformat în interiorul lui Dumnezeu și Dumnezeu ajunge să sălășluiască în suflet. Pentru Fericita Angela, a treia transformare include ultimele două trepte și acoperă perioada (1294-1296). Prin această transformare se produce o infuzie a unei înțelepciuni deosebite, datorită căreia sufletul este în stare să stăpânească iubirea de Dumnezeu și iubirea aproapelui, deoarece cu cât sufletul este mai strâns unit de Dumnezeu. cu atât mai puțin este supus unor schimbări.[10][11]

Aceeași exaltantă transfigurare a dragostei profane într-o dragoste mistică pentru Dumnezeu se regăsește și în alte lucrări religioase de la sfârșitul secolului al XIII-lea sau începutul secolului al XIV-lea, în special scrieri ale beghinelor din Țările de Jos sau din Franța. În această privință, cele mai reprezentative sunt Das fließende Licht der Gottheit (Lumina curgătoare a divinității) a lui Mechthild de Magdeburg – menționată anterior - și lucrările lui Hadewych de Brabant, care, fiind în mare parte pierdute, sunt cunoscute doar prin relatări. Se poate de asemenea face o paralelă cu lucrarea Mirouer des simples ames (Oglinda sufletelor simple) scrisă de beghina franceză Marguerite de Hainault, numită La Porete Deși lucrarea are multe similarități cu cea a Angelei de Foligno, Marguerite La Porete a fost condamnată pentru erezie și arsă pe rug la Paris în 1310. Aceasta arată că nu întreaga ierarhie a bisericii catolice aproba exaltarea Angelei de Foligno și explică faptul că, după moartea ei, cartea ei a fost uitată timp de câteva secole.
O altă analogie a fost făcută între experiența religioasă a Angelei de Foligno și cea a misticei engleze Margery Kempe (1373 – 1438), considerându-se că ambele credincioase reușesc să stabilească o relație cu divinitatea, fără să-și piardă alteritatea.. Totuși influența lui Margery Kemp nu a fost comparabilă cu cea a Angelei de Foligno.

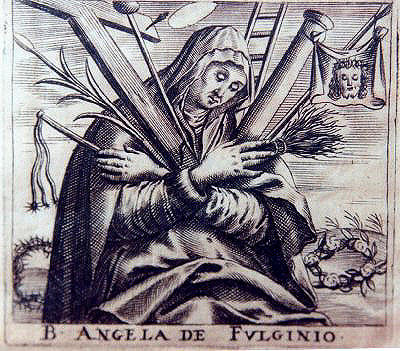
Fericita Angela de Foligno (gravură în lemn)

### Devoțiunea față de Sfânta Fecioară
Un aspect predominant al credinței Angelei de Foligno este devoțiunea față de Fecioara Maria, pe care o vede ca pe mama spirituală a tuturor oamenilor, care intervine pe lângă Dumnezeu în favoarea lor. Angela și-a încredințat sufletul Fecioarei Maria, pe de o parte pentru a fi călăuzită în strădania ei către perfecțiune iar pe de altă parte pentru că o considera un model care trebuia urmat. Ea a fost extrem de impresionată de prima viziune a Sfintei Fecioare pe care a avut-o în biserica Porziuncola (situată la câțiva kilometri de Assisi), considerată și în prezent locul unde a luat naștere mișcarea Franciscană. În prezent, biserica Porziuncola este incorporată in Basilica Santa Maria degli Angeli.
În toate viziunile ei, Fericita Angela își simte sufletul înălțat până în momentul în care o vede pe Fecioara Maria în toată gloria ei cerească. În una din aceste viziuni, Sfânta Fecioară acceptă dragostea Fericitei Angela pentru fiul ei și o conduce la Isus Christos pentru ca să-l poată îmbrățișa. Dialogul este însă dus exclusiv cu Sfânta Fecioară, deoarece Isus Christos avea ochii închiși, ca și cum ar fi dormit. Această viziune este considerată ca o ilustrare a rolului Sfintei Fecioare de a interveni pe lângă Isus Christos în favoarea credincioșilor.

### Rugăciunea
Rugăciunea este un subiect despre care Angela da Foligno vorbește în patru dintre “instrucțiunile” sale. Ea caută să răspundă la două întrebări: Ce semnifică rugăciunea și ce se petrece în momentul rugăciunii. Răspunsul ei este simplu: 
Rugăciunea este locul unde se găsește Dumnezeu. A te ruga înseamnă a purcede pe drumul lung la capătul căruia îl întâlnești pe Dumnezeu. 

În alta din instrucțiunile ei, ea prezintă și o altă definiție: 
„Rugăciunea este manifestarea lui Dumnezeu și a ta însăși, și este astfel o manifestare a umilinței adevărate și perfecte.”

Angela consideră că rugăciunea reprezintă o lectură din cartea vieții. Astfel ea afirmă 
„Roagă-te ca și cum ai citi în cartea vieții, care este viața lui Isus Christos, Dumnezeu făcut om, o viață plină de sărăcie, de durere, de dispreț și de obediență totală”. 
Fericita Angela arată că există trei feluri de rugăciunii: cea corporală, cea mentală și cea supranaturală. Înțelepciunea divină, ordonată la maximum, având stabilită o ordine pentru orice lucru, a stabilit că nu se poate ajunge la ruga mentală fără a fi trecut prin cea corporală și nu se poate ajunge la cea supranaturală fără a fi trecut prin cea mentală.
- Rugăciunea corporală este cea care se face cu voce tare și cu mișcarea corpului cum este genuflexiunea sau alte gesturi similare. Rugăciunea trebuie făcută cu atenție. Dacă spui Tatăl Nostru, trebuie să te gândești la ceea ce spui, și să o faci încet, nu repede „ca muncitorii care sunt plătiți cu bucata”.
- Rugăciunea mentală este al doilea grad al dialogului du Dumnezeu. Ea are loc când meditația la Dumnezeu ocupă cu totul gândirea, astfel încât spiritul nu se poate îndrepta decât spre Dumnezeu. Dacă orice altă preocupare îți trece prin gând, rugăciunea nu poate fi mentală. O asemenea rugăciune imobilizează limba care nu mai poate vorbi.
- Rugăciunea supranaturală este forma cea mai înaltă în cursul căreia sufletul, în contemplarea divinității ajunge atât de sus încât își depășește propria natură: îl înțelege pe Dumnezeu mai mult decât este posibil pe cale naturală și ia cunoștință de ceea ce nu poate înțelege.

Rugăciunea continuă curăță sufletul, îl elevează și îl transformă. După Angela da Foligno rugăciunea este un moment în care se ia cunoștință de încarnarea lui Isus Christos, de nașterea, moartea, învierea și înălțarea sa:
„Adevărata școală unde se învață aceste cinci mistere este școala adevăratei rugăciuni”

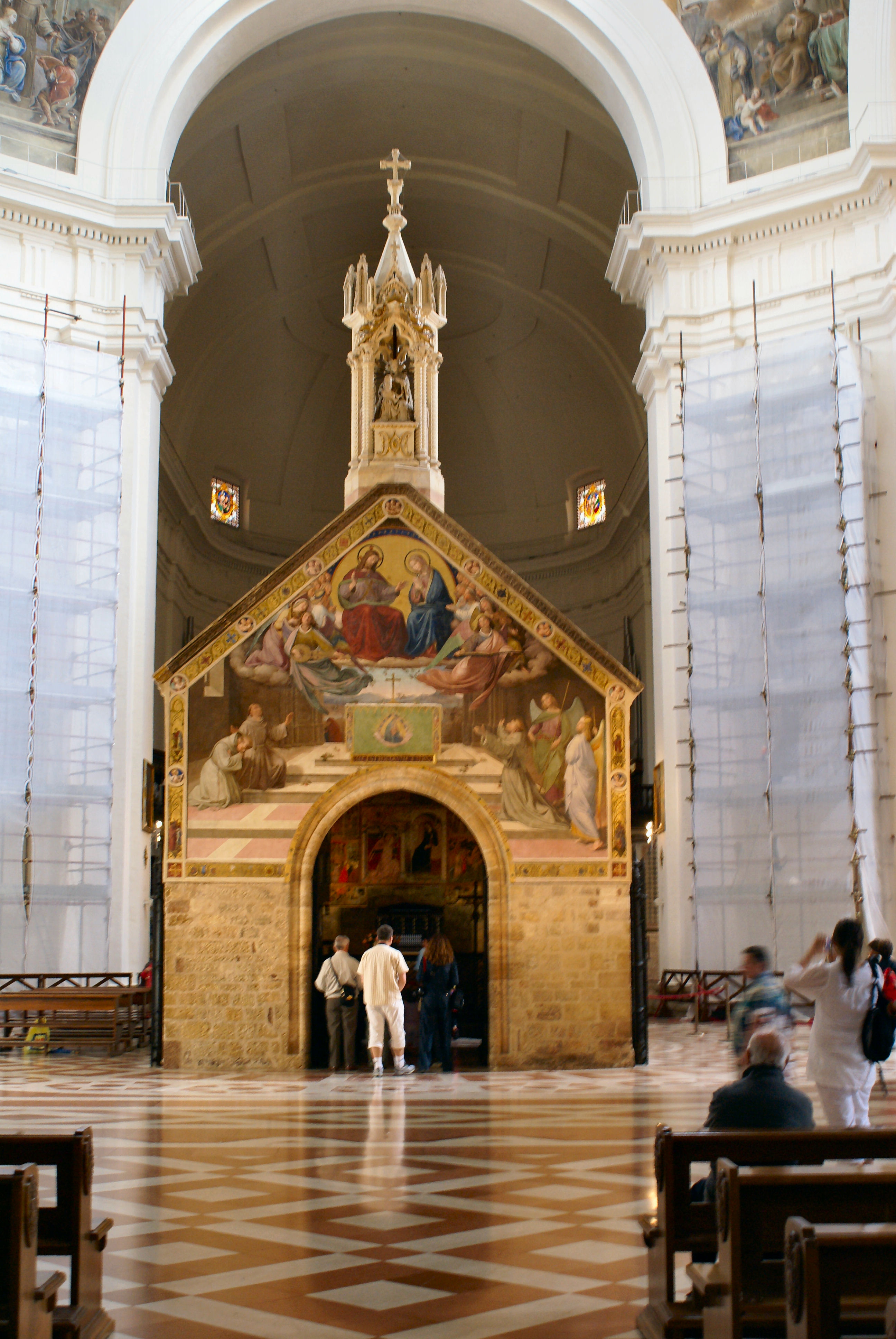
Biserica Porziuncola unde Fericita Angela de Foligno a avut viziunea Sfintei Fecioare Maria

Învățătura despre rugăciune a Angelei de Foligno este un ecou al învățăturii fundamentale a tradiției creștine care pornește de la sfântul Augustin de Hipona și de la Pseudo-Dionisie Areopagitul, și care s-a dezvoltat foarte mult în gândirea franciscană.

### Viziunea Patimilor Mântuitorului
Angela da Foligno a avut numeroase viziuni ale Patimilor Mântuitorului, viziuni din ce în ce mai realiste. Ea nu ne-a lăsat însă nicio relatare a patimilor, ci doar unele trăsături mai pregnante ale suferințelor fizice ale lui Isus Chrisos, pentru a insista apoi asupra durerilor Sale sufletești, în special în grădina Ghetsimani, în timpul flagelării și al morții pe cruce. Și Angela da Foligno arată discipolilor săi cum trebuie resimțite și trăite aceste dureri.
Cunoașterea drumului crucii constituie o succesiune de pași importanți în procesul ei de transformare a dragostei. În cadrul acestora se include înțelegerea că Isus a fost răstignit pentru păcatele fiecărui om și astfel fiecare om poartă o parte din vina răstignirii. Abia după ce a parcurs mai mulți etape de pe drumul crucii Angela ajunge la revelația misericordiei divine și în cele din urmă împreunarea cu Dumnezeu și dragostea fără limite pentru Dumnezeu.

#### Suferințele fizice ale lui Christos descrise prin cele cinci cuțite care L-au străpuns
Angela da Foligno descrie întâi suferințele fizice pe care le-a suferit Mântuitorul în timpul patimilor, descriindu-le ca pe cele cinci cuțite care l-au străpuns pe Isus Christos, Dumnezeu și om în același timp,
„Primul tip de cuțit a fost cruzimea perversă a celor a căror inimă se îndreptase cu îndărătnicie împotriva Lui.
Al doilea tip de cuțit erau limbile celor care strigau împotriva Lui cele mai rele insulte.
Al treilea tip de cuțit era cel al mâniilor imense și brutale îndreptate împotriva Lui.
Al patrulea tip de cuțit a fost acțiunea care a dus la îndeplinire toate intențiile lor blestemate, pentru că au făcut împotriva lui tot ceea ce au vrut.
Al cincelea tip din cuțitele care L-au străpuns pe Christos au fost cuiele teribile prin care L-au fixat de cruce.”

#### Cele trei dureri ale lui Christos
După Angela da Foligno, au existat trei tipuri de dureri care au fost asociate de întreaga viață a lui Christos:  
„Dumnezeu Tatăl voise ca Fiul Său să aibe în această lume, cea mai perfectă, continuă și profundă sărăcie, cea mai perfectă, continuă și produndă disprețuire precum și cea mai perfectă, continuă și profundă suferință.”
Tema sărăciei lui Isus Christos și a apostolilor constituia un element de bază al doctrinei franciscane și în 1322 a făcut obiectul unei dispute între franciscani și dominicani. Analizând în primul rând aspectele legate de sărăcia în care a trăit Christos, Angela da Foligno le sistematizează în modul următor:
„Prima măsură a sărăciei perfecte a lui Christos… a fost că a dorit să trăiască fiind lipsit de lucrurile materiale ale acestui pământ, neavând nici casă, nici teren, nici vie, nici proprietate, nici bani nici alte posesiuni personale…”
„A doua măsură a sărăciei – mai mare decât prima – era că era lipsit de rude și de prieteni și de orice prietenie pământească, astfel încât nu a existat niciun prieten și nicio rudă care să-l fi apărat dacă nu de rănile provocate de cuie, măcar de o singura lovitură de nuia sau de bici, măcar de o singură insultă sau vorbă de ocară…”
„Însă a treia și cea mai mare sărăcie pe care a trebuit să o îndure a fost cea de a fi lipsit de propria Sa putere, de propria Sa înțelepciune și de propria Sa glorie.” 
În continuare, Angela da Foligno se ocupă de cea de a doua durere asociată de viața lui Christos, pe care o descrie în modul următor:
„A doua durere asociată a lui Christos a fost disprețul cel mai perfect. Nu doar a vrut să trăiască, și efectiv a trăit ca un servitor, dar ca un servitor încătușat și oprimat, disprețuit, batjocorit, legat, bătut, biciuit și flagelat, și în cele din urmă condamnat fără nicio pricină și ucis.”
În sfârșit, Angela da Foligno trece la descrierea celei de a treia dureri asociate a lui Isus Christos.
„A treia durere pe care a suferit-o sufletul lui Christos a fost suferința cea mai produndă. Deoarece acest suflet sfânt, unit cu corpul Său într-o făptură divină, era plină de înțelepciunea maximă, El știa și vedea că urma să fie trădat, vândut, prins, abandonat, renegat, legat, batjocorit, bătut, flagelat, judecat și condamnat ca un tâlhar, dus la cruce, desbrăcat, crucificat, omorît, blestemat, lovit de o lance care să-L răneasca în coastă”
Angela da Foligno arată că cunoașterea tuturor acestora dureri îndurate de Isus Christos constituie cauza unei suferințe continue care L-a însoțit toată viața.

Coperta volumului despre viziunile și învățăturile Angelei de Foligno

### Învățătura despre Sfânta Inimă a lui Isus
Învățătura despre Sfânta Inimă a lui Isus nu era foare răspândită în evul mediu. Cultul Sfintei Inimi a luat amploare în biserica catolică abia în secolul al XVII-lea, urmare a mesajelor divine primite de Sfânta Marguerite Marie Alacoque (1647 – 1690). De aceea, este remarcabil faptul că Sfânta Inimă apare în mai multe dintre viziunile Fericitei Angela de Foligno. Ea își prezintă experiența mistică astfel:
 „Într-o zi, pe când mă uitam la un crucifix, am fost deodată pătrunsă de o dragoste atât de arzătoare față de Sfânta Inimă a lui Isus, încât o simțeam în toate membrele. Ea a produs în mine acel sentiment delicios prin viziunea că Mântuitorul mi-a îmbrățișat inima cu cele două brațe ale Sale desprinse de pe cruce. Mi s-a părut de asemenea în dulceața de nedescris a acelei îmbrățișări divine că sufletul meu a intrat în Inima lui Isus.”
În alte ocazii, Angelei îi apărea Sfânta Inimă pentru a o invita să-și apropie buzele de pieptul Mântuitorului și să bea sângele care curgea din ea. Arzând de această dragoste, Fericita Angela resimțea dorința de a suferi un martiriu pentru Isus Christos.

Coperta unei ediții din operele Angelei de Foligno

## Cultul Angelei de Foligno în prezent

### Reeditarea operei Fericitei Angela
Deși a fost iubită de discipolii ei ca o îndrumătoare neegalată, după moartea ei Angela de Foligno a rămas ignorată timp de aproape două secole, în special din cauza învățăturii ei despre sărăcie, care, pentru o anumită vreme, a fost considerată controversată. În mod surprinzător, după acest interval lucrările ei au fost publicate și traduse în limbile principalelor țări catolice. Prima ediție, în italiana vulgară a fost tipărită la Vicenza, în 1497. A urmat ediția spaniolă, tipărită la Toledo în 1510. Prima ediție franceză, cunoscută sub denumirea „Teologia crucii” a fost tipărită la Paris în 1598, urmată de altă ediție în 1604. În Germania, prima ediție latină fost publicată la Köln în 1601 cu titlul „B. Angelæ de Fulgineo Visionum et Instructionum Liber” iar cea tradusă în limba germană a fost publicată de călugării bollandiști în 1617. Au urmat ediția flamandă, cea engleză și altele. În 1918 a apărut în Rusia, traducerea în limba rusă efectuată de Lev Platonovici Karsavin.
Din cauza interesului generat de aceste volume, teologii vremii s-au ocupat și de biografia ei, care a fost prezentată de Mariano din Florența în cronica sa scrisă în jurul anului 1500. Deși această lucrare este pierdută, elementele principale ale biografiei sunt menționate în lucrări ulterioare. Altă biografie din acea vreme este cea din cronica lui Marx de Lisabona. În secolul următor a apărut o biografie amplă în lucrarea „Vite de' Santi e Beati dell' Umbria”, publicată de Lodovico Iacobilli în 1628. Este de remarcat în mod deosebit lucrarea „Annales Minorum, in Quibus Res Omnes Trium Ordinum a S Francisco Institutorum Ex Fide Ponderiosus Asseruntur, Calumniae Rebelluntur, Praeclara Quaeque Munumenta Ab Oblivione Vendicantur” publicată la Lyons în 16 volume de teologul irlandez Luke Wadding (1588-1657).
De asemenea, mai mulți teologi s-au ocupat de analiza învățămintelor Angelei de Foligno. Importanța acestor învățăminte a fost scoasă în evidență de călugărul iezuit Maximilian Sandaeus, (Maximilian Van der Sandt) (1578 – 1656) care a caracterizat-o pe Angela de Foligno drept „învățătoare a teologilor” a cărei doctrină a fost luată direct din cartea vieții, domnul nostru Isus Christos”. Caracterizarea a fost reluată ulterior de călugărul iezuit belgian Johannes Bollandus (Jean Bolland, ) (1596-1665) și mai este utilizată chiar și în prezent, deși teologi moderni consideră caracterizarea drept excesivă și apreciază că ar fi mai adecvat termenul de „învățătoare a vieții spirituale”, deoarece ea descrie modalitatea de a atinge cea mai ridicată experiență contemplativă.

În decursul timpului, multe personalități au fost fascinate de spiritualitatea Angelei de Foligno. Între acestea se numără Tereza de Ávila (1515-1582), Francisc de Sales (1567-1622), Sfântul Alphonsus Liguori (1696-1787), teologii și scriitorii francezi François Fénelon (1651-1715,) și Ernest Hello (1828-1885), filozofii francezi Pierre Teilhard de Chardin (1881-1955) și Jacques Maritain (1882-1973), călugărul iezuit Paul Doncoeur (1880 – 1961), filozoful și medievistul rus Lev Pavlovici Karsavin (1882-1952), scriitorii Léon Bloy (1846-1917), François Mauriac (1885-1970) și Umberto Eco (n.1932). Aldous Huxley a făcut următoarea observație care este în întregime aplicabilă personalității Angelei de Foligno: 
„Misticii constituie canale prin care o mică parte a realității este filtrată în spre universul nostru uman de ignoranță și iluzii. O lume total anti-mistică ar fi oarbă și dementă. Iar în prezent ne aflăm foarte înaintați, primejdios de înaintați în întuneric”
.

### Reconsiderarea viziunii patimilor după Angela de Foligno
Cu toate că Fericita Angela și-a prezentat viziunile în mod sistematic pentru credincioșii din jurul ei, pe care îi instruia, elementele acestor viziuni nu au fost încorporate în învățătura uzuală a bisericii catolice cu privire la Patimile lui Christos.
În „Drumul Crucii” din jurul Colosseumului, condus de papa Ioan Paul al II-lea în Vinerea Mare din 1983, acesta a citit pasaje din lucrările Fericitei Angela da Foligno, care prezentau viziunea ei referitoare la patimilor lui Christos.

### Sărbătorirea celui de al șaptelea centenar al conversiunii și morții Angelei de Foligno.
Cu prilejul sărbătoririi a șapte sute de ani de la conversiunea și moartea Angelei de Foligno au avut loc numeroase manifestări care au redeșteptat interesul pentru viața și opera Fericitei Angela.
Astfel au fost publicate mai multe ediții critice ale operei Angelei de Foligno, cuprinzând atât textul latin reconstituit de experți precum și traduceri integrale ale acestuia în italiană, engleză, spaniolă și franceză.
De asemenea au fost organizate două congrese internaționale:
- Vita e spiritualità della beata Angela da Foligno, Serafica Provincia di San Francesco, Perugia 1987,
- Convegno storico nel VII centenario dell’ingresso della Beata Angela da Foligno nell’Ordine Francescano Secolare (1291–1991), Foligno, 1991

În afară de aceasta, diferite instituții catolice au organizat acțiuni pentru aducerea activității ei în atenția credincioșilor. Dintre acestea merită să fie menționat în mod deosebit ciclul de conferințe ținute la Foligno, în Biserica Sfântul Francisc, de Părintele Raniero Cantalamessa, profesor la “Università Cattolica del Sacro Cuore” despre spiritualitatea Fericitei Angela de Foligno,
La 20 iunie 1993, Papa Ioan Paul al II-lea a vizitat orașul Foligno. În predica sa după mesa celebrată pe stadionul din Foligno, Papa Ioan Paul al II-lea a relevat doctrina Fericitei Angela cu privire la euharistie. După aceea Papa s-a recules la mormântul Fericitei Angela din biserica Sfântul Francisc din Foligno.
La Biblioteca „Lodovico Jacobilli” a seminarului episcopal din Foligno a fost înființat “Centro di Documentazione su Angela da Foligno - CeDAF”, (Centrul de Documentare despre Angela de Foligno) în care sunt păstrate texte diferite care permit studierea gândirii Angelei de Foligno. În acest centru au fost integrate și alte fondurile documentare existente dintre care cele mai importante sunt “Fondul Angelan”, creat de Monsignorul Michele Falocci Pulignani (1856 – 1940) la Biblioteca Comunală din Foligno și cel al Fraților Minori Conventuali.
De asemenea la Foligno s-a reconstituit „Cenacolo della Beata Angela da Foligno” (Cenaclul Fericitei Angela de Foligno) și, în cadrul municipalității s-a instituit „Comitetul Comunal Angelan”. O inițiativă deosebită a constituit-o și realizarea unui sait de Internet (www.cline.it/beata angela) care să prezinte note cu caracter biografic și care să pună la dispoziția celor interesați documente semnificative cu privire la Angela de Foligno.

Coperta unui volum despre viața și opera Angelei de Foligno

### Filmul “La Mistica Angela”
În decembrie 2000 Casa de Filme Giotto Film în colaborare cu postul de televiziune Rai International au prezentat filmul „La Mistica Angela” al regizorului Enrico Bellani. Avanpremiera a avut loc în Auditoriul San Domenico din Foligno. Filmul, cu o durată de 60 minute, a fost turnat în întregime la Foligno.
Principalii interpreți ai filmului sunt:
- Silvia Budri – Angela de Foligno
- Simona Struzzi – Masazuola, cea mai bună prietenă a Angelei
- Ubaldo Lo Presti – Fra Arnaldo.

Muzica filmului era compusă de Gianni Ferrara Mazzucco.
Pe lângă partea istorică, în introducerea filmului, preotul Domenico Alfonsi, președinte al Cenaclului Beatei Angela face o prezentare a personalității ei.

### Concursul de grafică “Angela da Foligno – la grande mistica"
În anul 2000, municipalitatea din Foligno a organizat un concurs național de grafică cu tema „Angela da Foligno - la grande mistica” (Angela de Foligno, o mare mistică). Juriul, compus din personalități din domeniul artelor plastice din Italia a fost prezidat de Prof, Luigi Sancati. Premiul I al concursului a fost atribuit ex-aequo artiștilor Giuseppe Riccetti (n. 1936)  pentru incisivitatea dramatică și pentru iconografia originală a subiectului) și Umberto Raponi (n. 1934) pentru imaginea rafinată și impecabila perspectivă spațială. Expoziția operelor selecționate a avut loc între 25 noiembrie 2000 al 10 ianuarie 2001.
Alți artiști premiați au fost Anna Maria Merulli, Angela Weber, Maria Teresa Romitelli, Ugo Antinori și Sara Santarelli. Dintre operele celorlalți artiști italieni care au participat, sunt de remarcat lucrările prezentate de Rolando Dominici, Sergio Marini, Paola Parisi, Alessandro Adriani, Antonietta Innocenti, Federica Liviabella, Francesca Monaco Di Lapio, Maria Chincarini, Giovanni Dragoni, Simonetta Felicetti, Annalisa Filippi, Elvio Manzini, Alessandro Paolotti, Marcello Pennacchi, Margherita Pierini și Stefano Rocci.

### Denumiri de locuri publice
Diferite locuri publice sau lăcașuri de cult au fost numite după Fericita Angela de Foligno.

#### Biserici
Biserica parohială din cartierul „Prato Smeraldo” din orașul Foligno, construită în secolul al XX-lea poartă în prezent numele de biserica „Beata Angela”. Inițial, biserica era un edificiu a ordinului religios “Servi di Maria” și fusese denumită biserica „Sant'Antonio Maria Pucci”. Ea a trecut ulterior în patrimoniul diocesei care i-a schimbat numele.

#### Străzi
Numele Angelei de Foligno a fost dat diferitor locuri publice. Astfel:
- În centru istoric al orașului Foligno, între Corso Cavour și Biserica San Francesco, există „Piazzetta Angela da Foligno”:
- La Perugia, în zona „Madonna Alta” există o stradă denumită „Via Beata Angela”;
- La Florența, în cartierul „Oltrarno” există de asemenea o stradă „Via Beata Angela”.